# Achillea carpatica
Achillea carpatica là một loài thực vật có hoa trong họ Cúc. Loài này được Błocki ex Dubovik mô tả khoa học đầu tiên năm 1974.